# Ruban perforé
Pour les articles homonymes, voir Ruban.

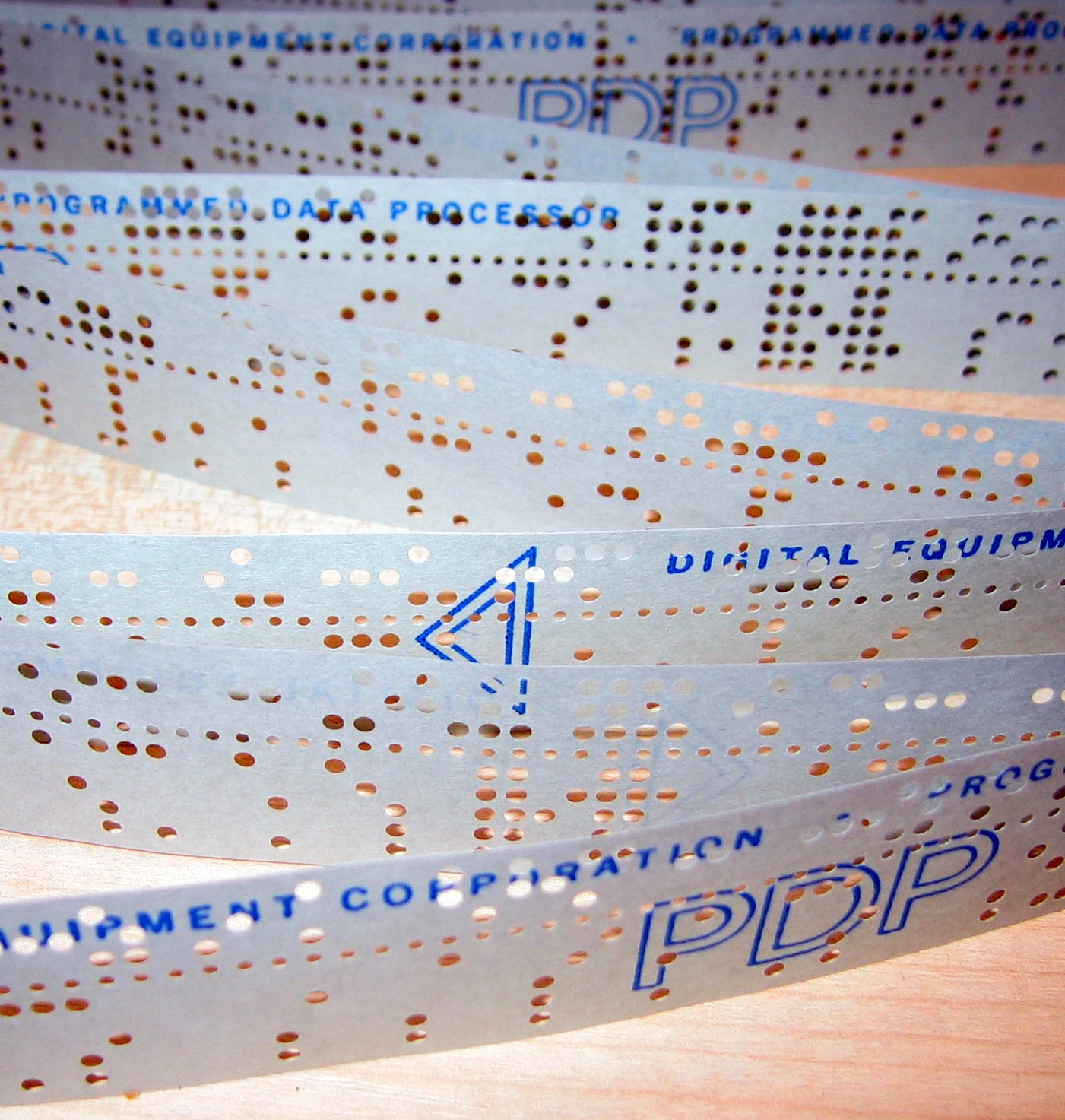
Ruban perforé contenant ici un programme de diagnostic

Le ruban perforé — également appelé bande perforée — et la carte perforée ont été les premiers supports d'entrée-sortie et les premières mémoires de masse utilisés dans les débuts de l'informatique.

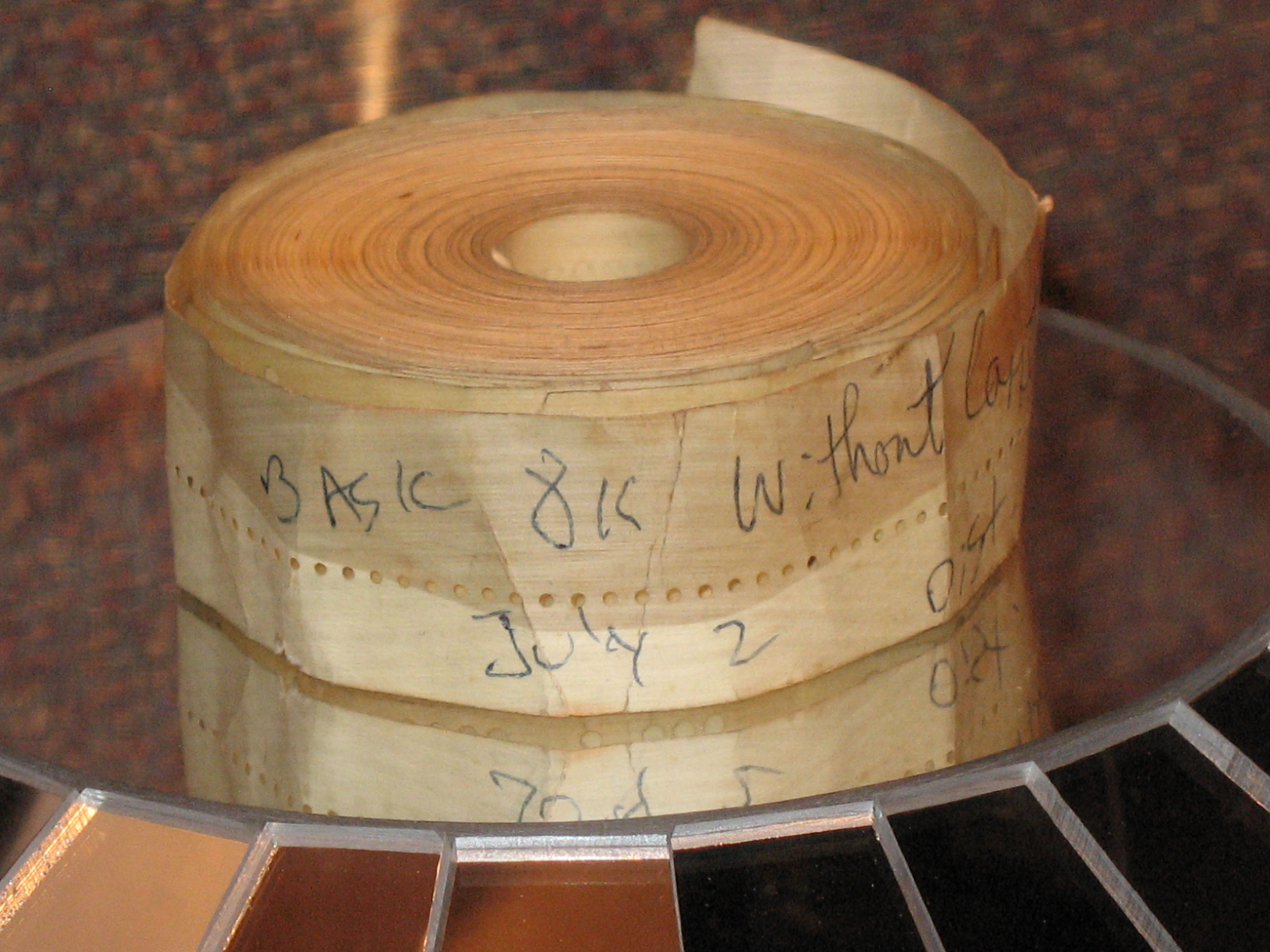
Ruban perforé de l'Altair BASIC de Microsoft pour l'ordinateur Altair 8800 de MITS développé par Bill Gates et Paul Allen en 1975.

## Description et fonctionnement

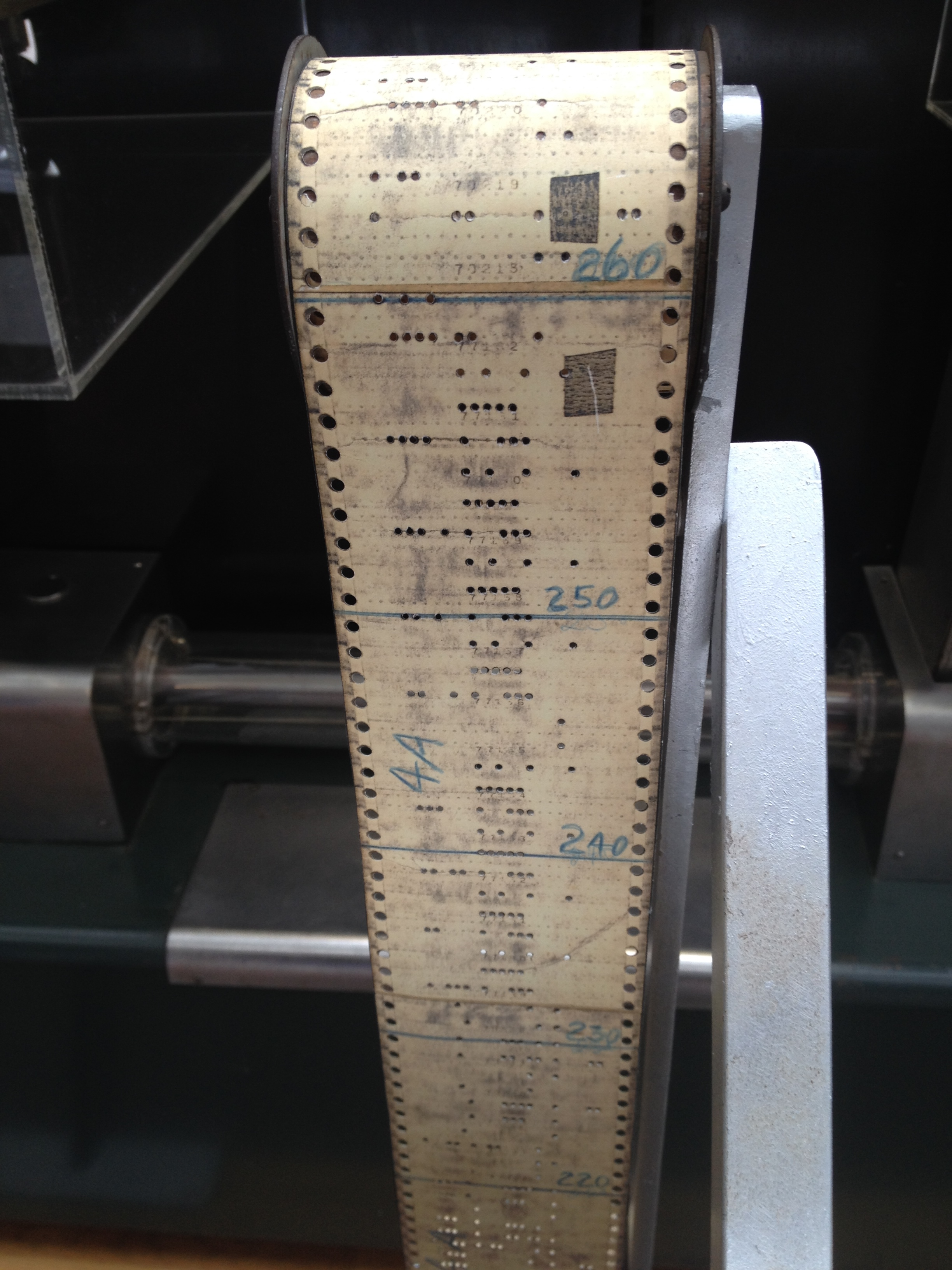
Un ruban perforé de l'un des premiers ordinateurs, le Harvard Mark I de 1944. On voit les patchs physiques utilisés pour corriger les perforations.

Le ruban perforé est un long ruban de papier souple et solide, percé de trous circulaires disposés dans le sens de la largeur. Ces trous, disposés de façon normalisée, permettent d'encoder des valeurs sur un octet, soit sur 8 bits. Il existe également des bandes perforées à 5 trous destinées aux Télex.
Un trou supplémentaire, de plus petite taille et situé vers le milieu de la bande, servait à l'entraînement par le lecteur-perforateur.
Le ruban perforé présentait deux avantages sur la carte perforée : il était beaucoup moins volumineux, et ne risquait pas d'être mis en désordre. Par contre, il avait un inconvénient majeur : la modification d'une valeur sur la bande impliquait un couper coller (littéralement), fragilisant le ruban.
Par exemple, pour modifier quelques octets, il fallait perforer les nouveaux octets sur un bout de ruban neuf, couper la partie que l'on désirait supprimer du ruban original, et insérer, par collage, le nouveau bout de ruban. Cette technique est la même que celle du montage cinématographique. Lorsque la modification désirée était mineure, on pouvait parfois s'en tirer en perforant (à la main) un trou supplémentaire (transformant un 0 en 1), ou en bouchant un trou avec un autocollant. C'est l'origine du terme patch utilisé aussi maintenant pour le logiciel.
Comme les caractères n'étaient pas imprimés en clair, la connaissance de la codification des caractères était nécessaire pour la modification du ruban.
Ces contraintes le réservaient à de petites applications.

## Applications

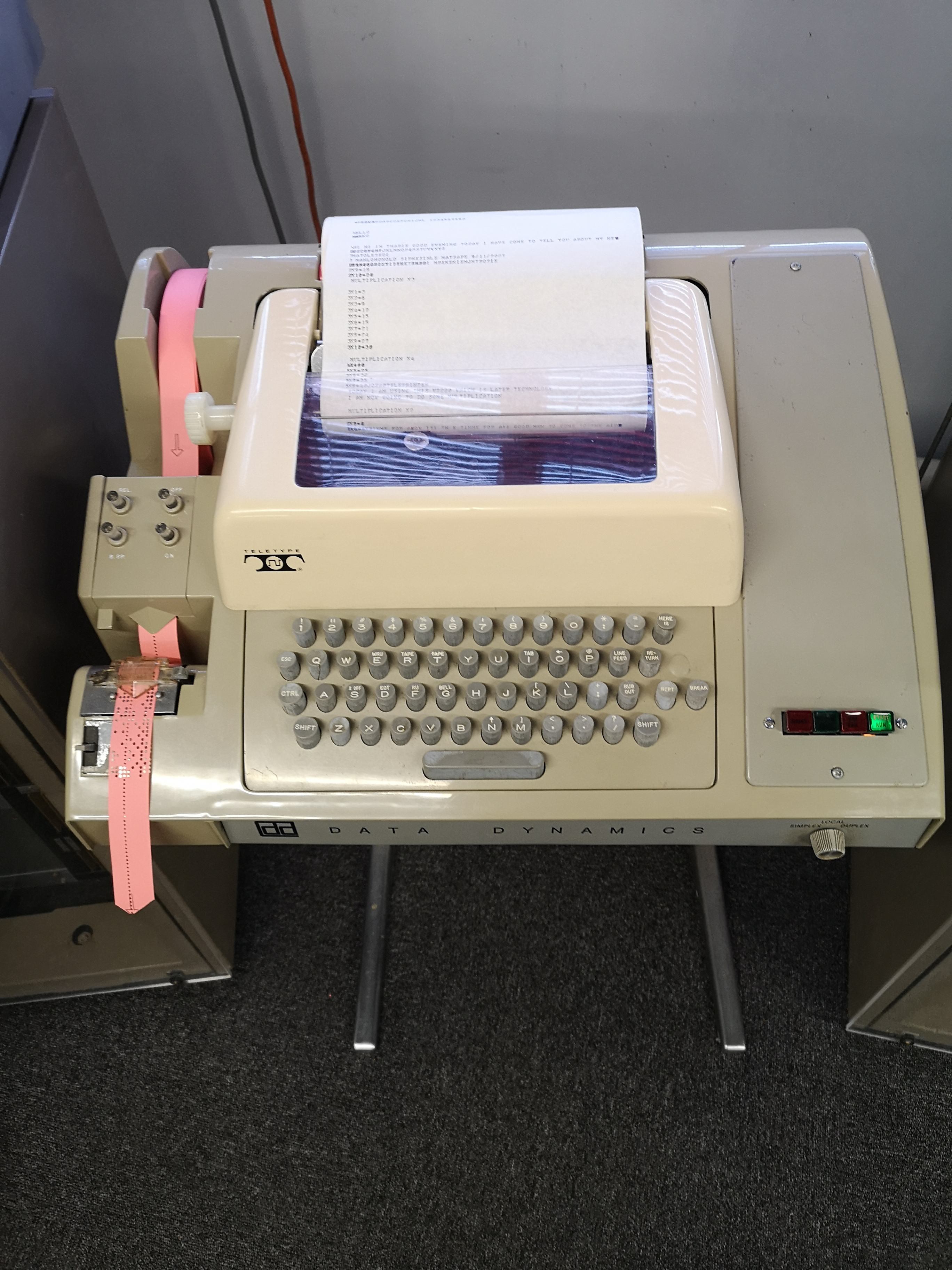
Télétype 33, permet d'envoyer et de réceptionner automatiquement avec bande de papier dans le lecteur et dans le perforateur

Le tout premier ruban perforé a été utilisé par l'inventeur français Basile Bouchon en 1725 pour un métier à tisser.
Le ruban perforé fut utilisé à la fin des années 1880 avec l'invention de la Monotype et la machine mécanographique d’Herman Hollerith. Il a remplacé les rubans à encre des chronographes enregistreurs.
Le ruban perforé a été repris dans le Code Baudot.
La technologie des rubans perforés a survécu quelque temps, par son utilisation comme bande guide (ou bande pilote) de certaines imprimantes. Ces rubans étaient en carton ou plastique, beaucoup plus robuste que le papier des rubans classiques et constituaient une boucle. La bande pilote dite standard est en fait l'équivalent des taquets de tabulation de la machine à écrire. Les autres bandes pouvaient être spécialisées. 
La bande pilote a possédé ultérieurement plusieurs « canaux » et l'on pouvait, par programme, provoquer un saut en tabulation verticale, fonction du canal (impression optimisée de formulaires imprimés).
Une autre application était le téléphone rouge. Ce moyen de communication entre les grandes puissances au temps de la guerre froide nécessitait un système de cryptographie sûr, mais sans transfert de technologie. Le téléphone était en fait un téléscripteur, où l'on faisait un OU exclusif avec un ruban rempli de caractères aléatoires. Un ruban servait à émettre, et un ruban identique servait à la réception. C'est la technique du masque jetable.

## Galerie

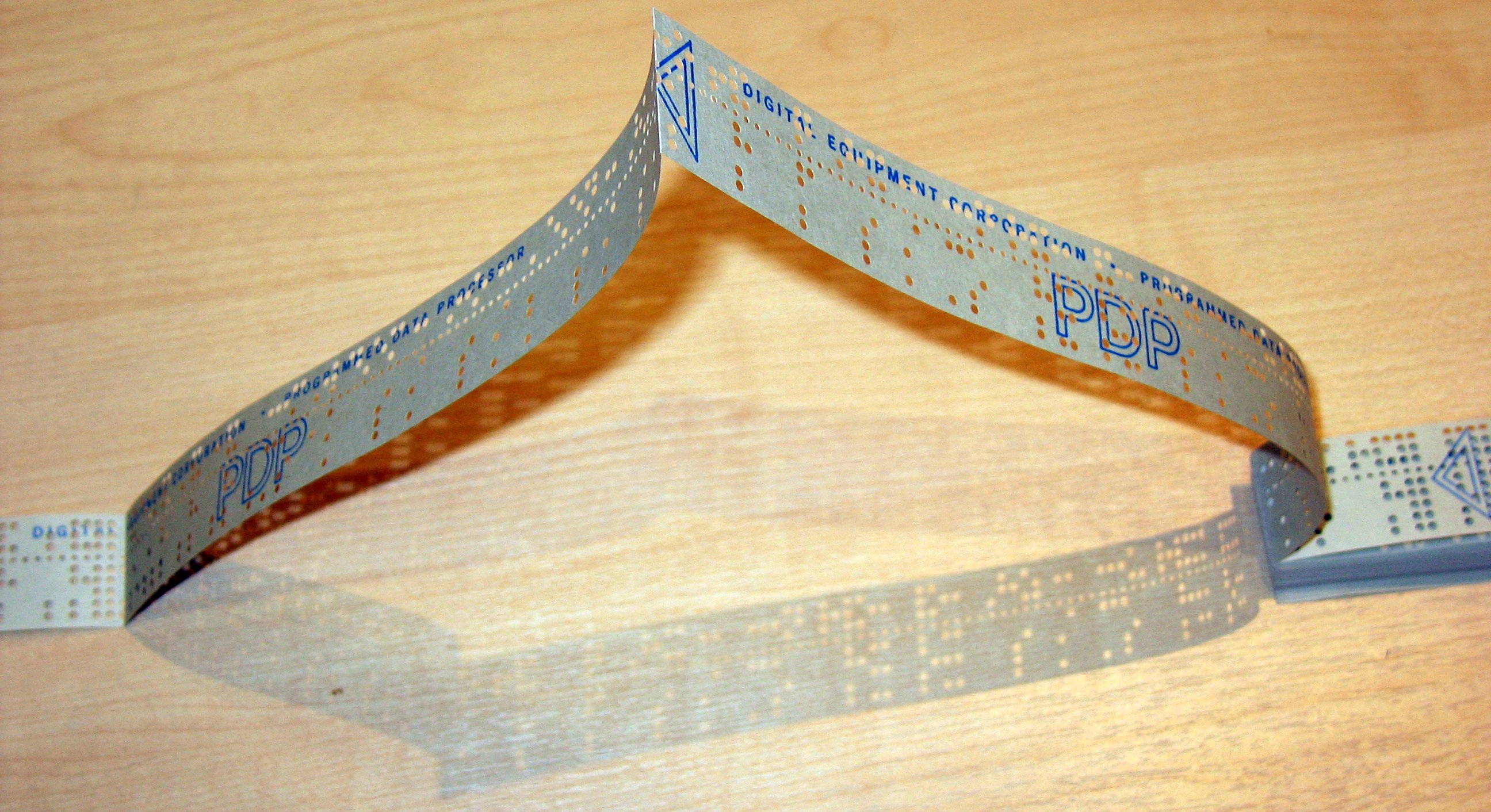
Un ruban contenant un programme de diagnostic pour machine PDP-11 de Digital (DEC).
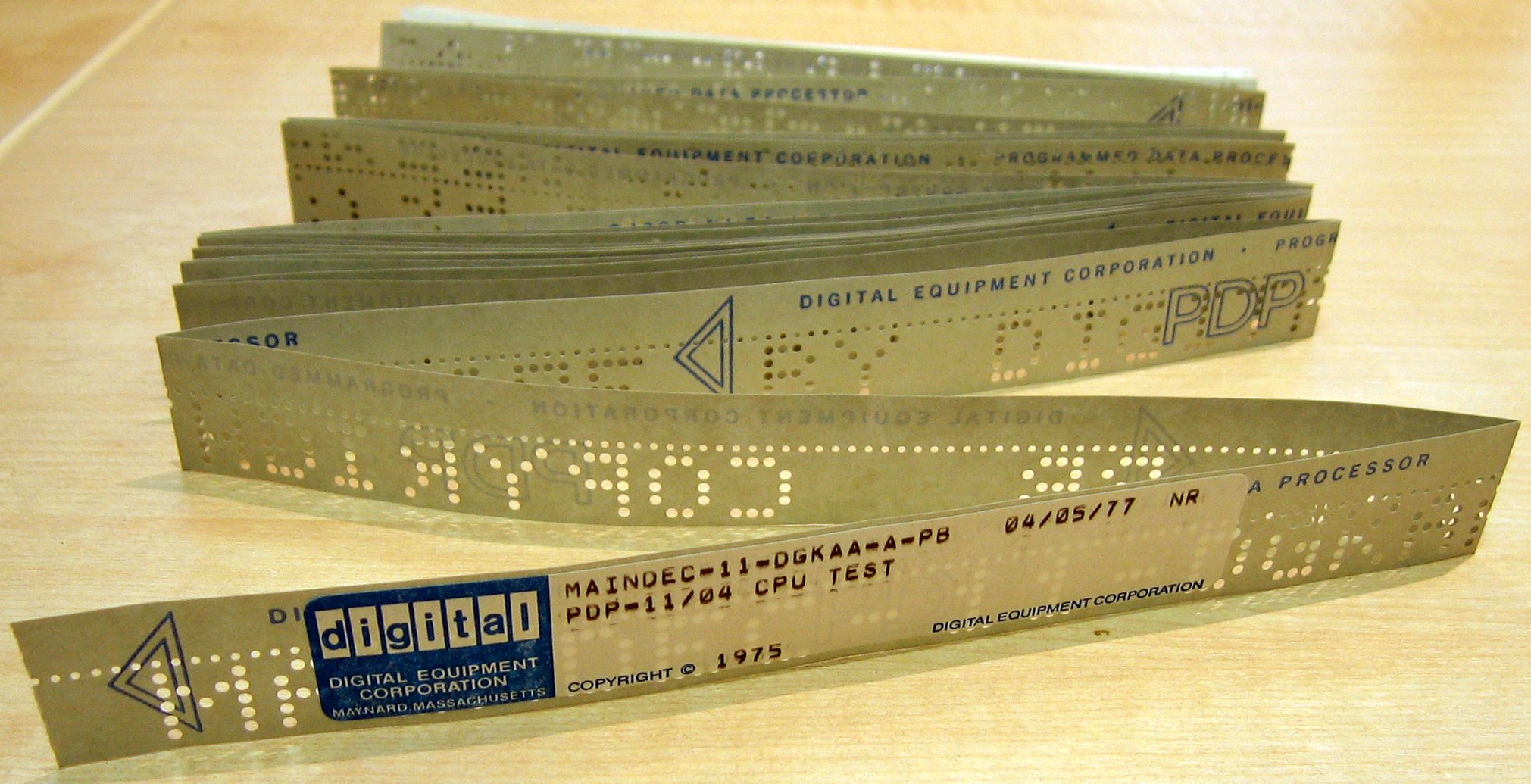
Un ruban contenant un programme de diagnostic pour machine PDP-11 de Digital (DEC).
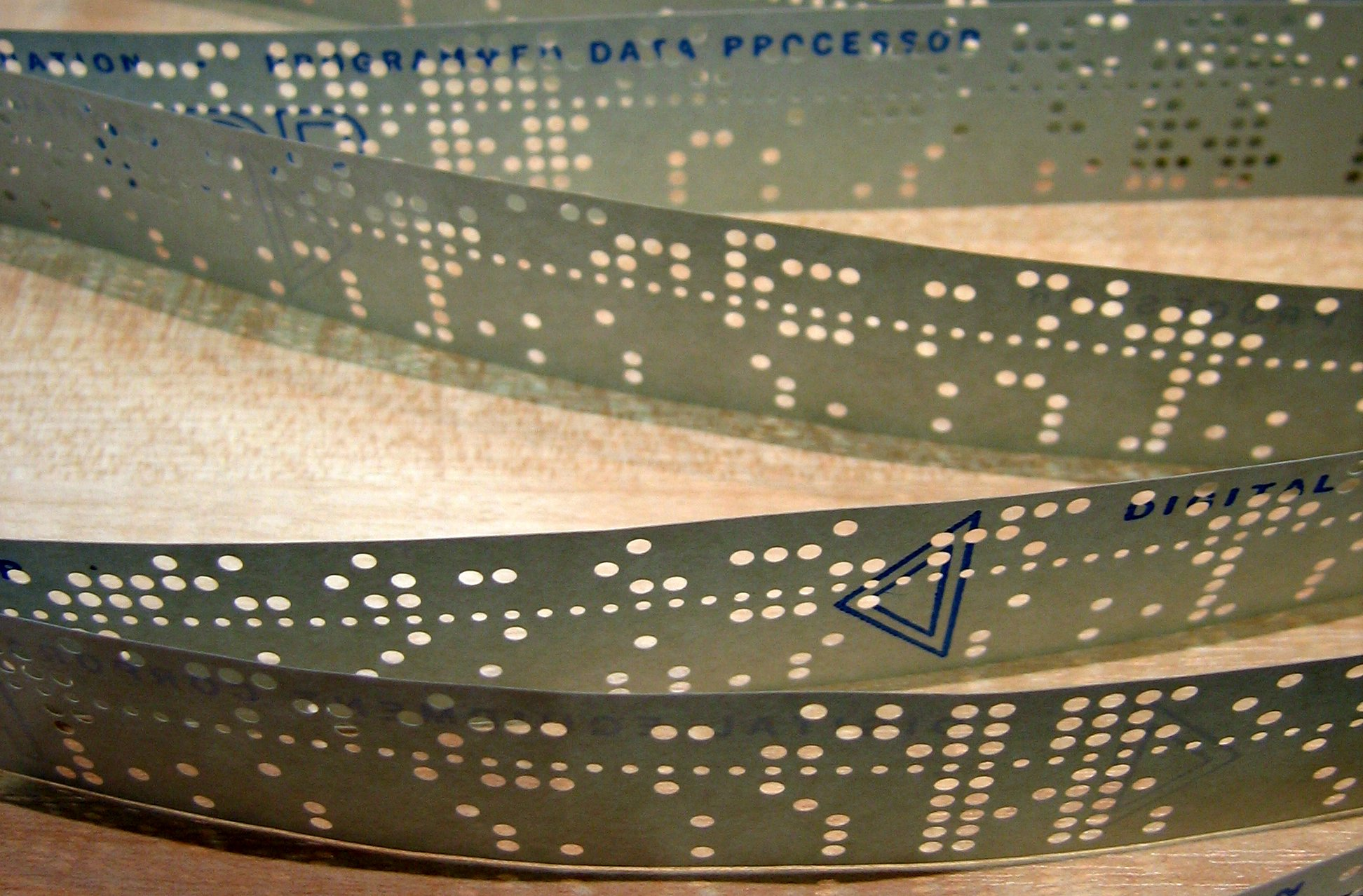
Gros plan.